# Temple mormon de Jordan River
Le temple mormon de Jordan River est un temple de l’Église de Jésus-Christ des saints des derniers jours situé à South Jordan, dans l’État de l’Utah, aux États-Unis. Il a été inauguré le 16 novembre 1981.